# NS série 700 (vapeur)
Ne doit pas être confondu avec NS série 700 (diesel).
Les série 700 (no 701 à 774) sont des locomotives à vapeur de disposition 120 des Nederlandse Spoorwegen conçues pour les trains de voyageurs rapides. Mises en service de 1865 à 1873 par les Staatsspoorwegen (74 exemplaires), la Société Anonyme du Chemin de Fer International de Malines à Terneuzen (deux) et la Noord-Brabantsch-Duitsche Spoorweg-Maatschappij (nl) (cinq), elles disparaissent entre les années 1920 et 1930.

## Histoire
Vers 1865, le réseau des Staatsspoorwegen (SS) est en pleine expansion avec l'ouverture des lignes  Arnhem – Deventer, Zutphen – Glanerbrug, Maastricht – Venlo et Almelo – Hengelo, créant le besoin de nouvelles locomotives pour trains de voyageurs, commandées à la firme anglaise Beyer-Peacock. Inspirées pour bonne par des locomotives série 5 à 8 (nl), les premières sont numérotées 9-16 et 21-78 ; les numéros 17 à 20 étant alors réservés à cinq locomotives de disposition 030 (future série 2900).
En 1871, les 030 pour marchandises sont renumérotées 161-164 pour former à la fois un bloc homogène avec les autres locomotives de cette série (commençant avec le no 165) et donner leurs numéros d'origine (17-20) à quatre nouvelles machines, lesquelles sont à mi-chemin entre la série 9-16 / 21-78 et les locomotives plus anciennes de la série 5-8 (d'où un timbre de chaudière limité à 6,2 atm).
En 1872, une dernière commande est passée par la compagnie étatique avec quatre locomotives numérotées 1-4. Deux autres étaient en commande mais seront achetées à la place par le Chemin de Fer International de Malines à Terneuzen (numérotées MT 2 et 3).
La même année, sont livrés les premiers exemplaires de la série 101-150 : de nouvelles machines de disposition 120, mais à cylindres extérieurs. L'arrivée de ces locomotives puis de modèles ultérieurs plus puissants relègue progressivement les 1-4 / 9-78 à des services de seconde zone. Rejointes par une seule locomotive ex-NBDS, elles sont renumérotées 701-775 (par ordre d'ancienneté) en 1921 (matricules NS). Leur mise hors-service a lieu de 1930 à 1933.

### MT
La Société Anonyme du Chemin de Fer International de Malines à Terneuzen parvient à négocier avec les Staatsspoorwegen le rachat de deux locomotives qui devaient s'ajouter à la série 1-4 de 1872. Entrées en service en 1872, les 2-3 de cette société belgo-hollandaise échappent à la Première Guerre mondiale et sont finalement radiées en 1932.

### NBDS
La Noord-Brabantsch-Duitsche Spoorweg-Maatschappij (nl) (Société du chemin de fer du Nord-Brabant allemand) qui exploite la ligne Boxtel - Wesel commande en 1873 dix locomotives identiques à celles de l’État qui sont numérotées 1-5 ; les cinq restantes n'étant finalement pas achetées et seront récupérées par la compagnie prussienne du Berlin-Potsdam-Magdeburger Eisenbahn. Comme le trafic de cette ligne internationale végétait en raison du conflit, la NBDS décida de revendre ses cinq locomotives : les 1 et 3 étant achetées en 1917 par les Staatsmijnen tandis que la Compagnie du chemin de fer de Gand à Terneuzen manifesta son intérêt pour les 3 autres. Le prix demandé étant jugé trop élevé, le NBDS trouve finalement preneur chez un entrepreneur pour les 2 et 4 tandis que la 5 reste à l'inventaire et est finalement intégrée au parc des Staatsspoorwegen (sans devoir changer de matricule) lorsque ces derniers reprennent le réseau de la compagnie en 1919. En 1921, la 5 est renumérotée 775.

### Staatsmijnen
L'administration d’État exploitant les mines de charbon du Limbourg fait l'acquisition en 1917 des no 1 et 3 du NBDS qu'il renumérote SM 8 et 9. Utilisées sur des trains de charbon, elles sont remplacées par des locomotives plus adaptées et retirées du service respectivement en 1926 et 1928.

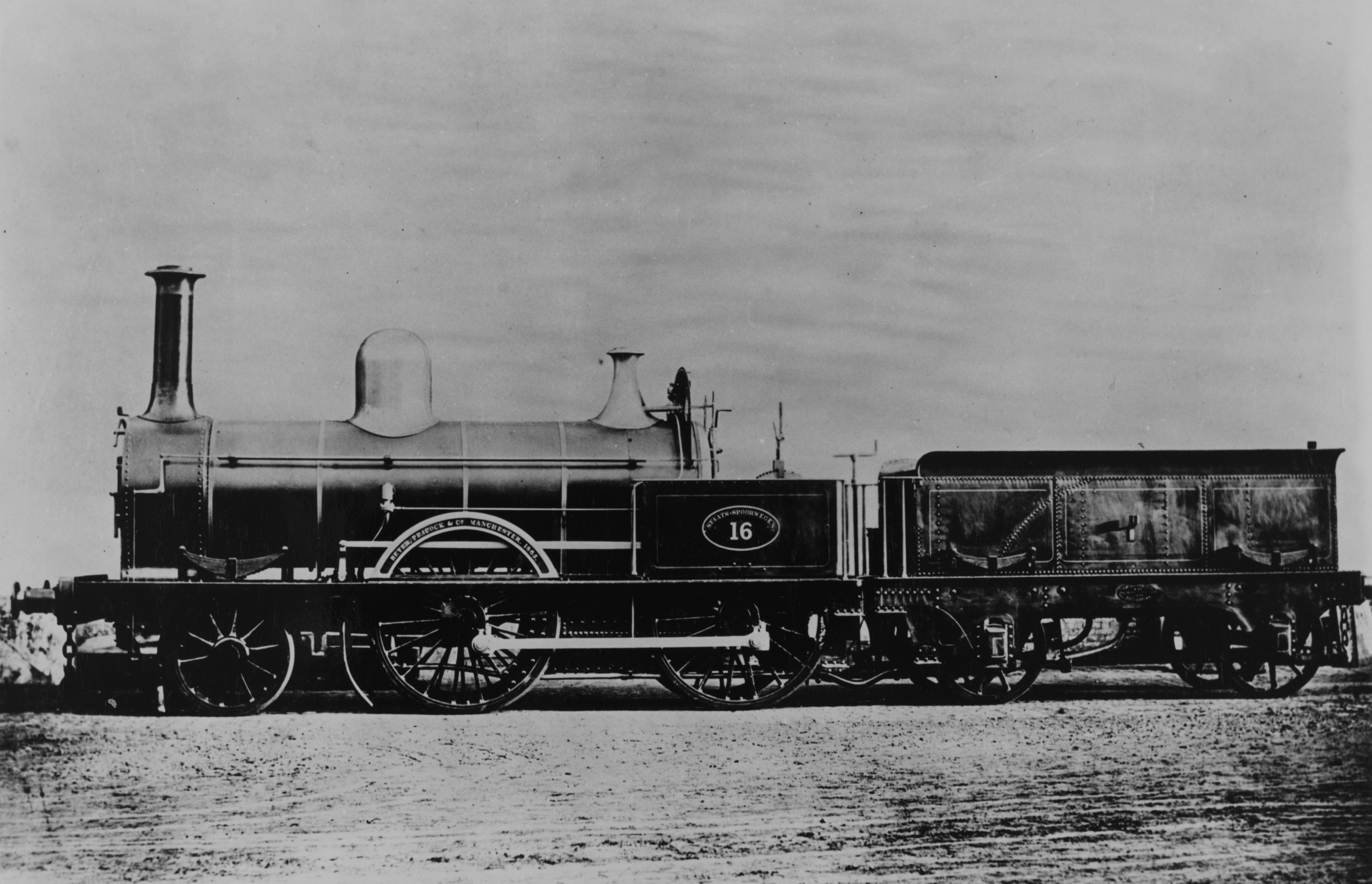
Locomotive no 16 de 1865.
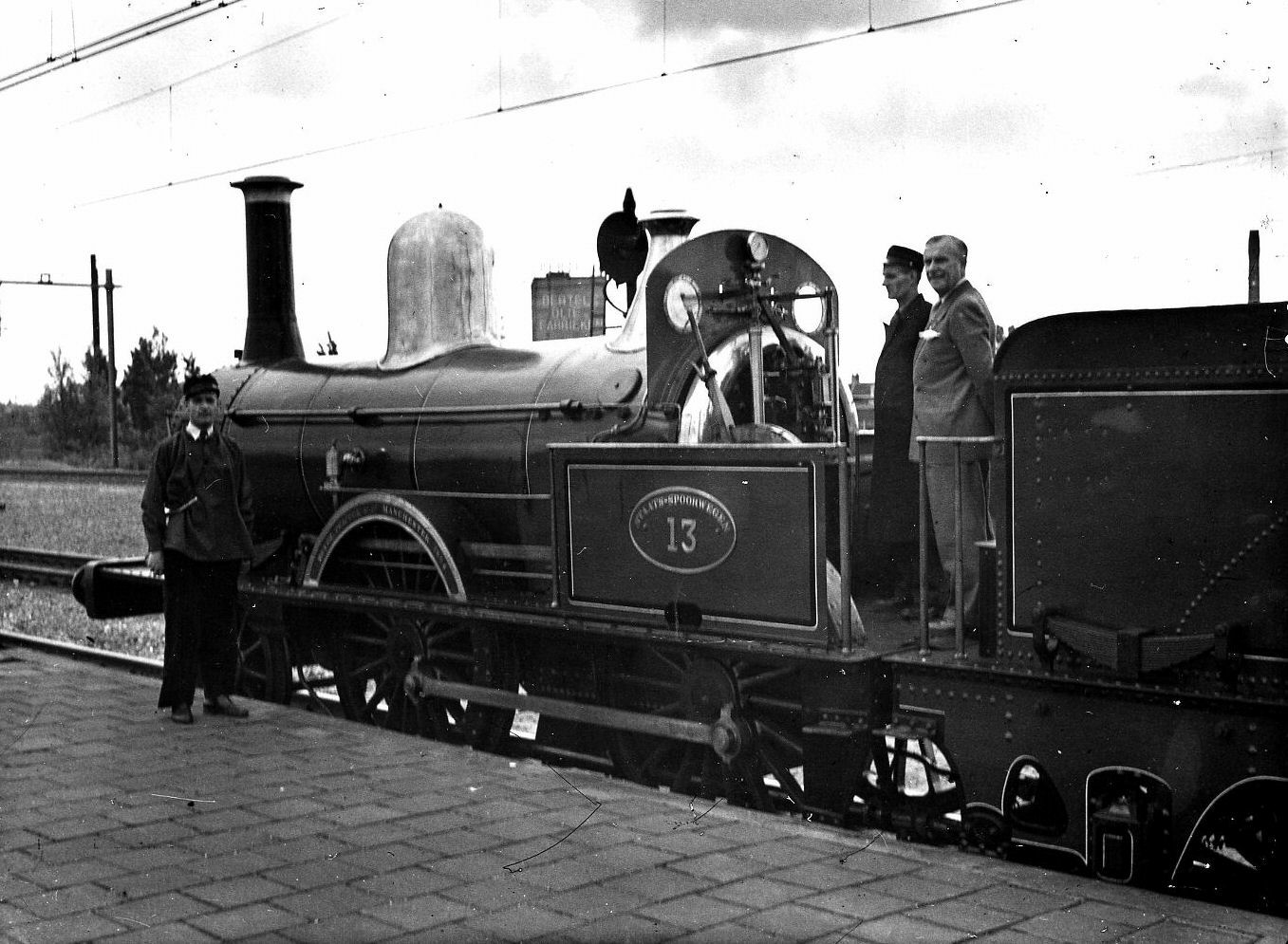
Celles de la première tranche n'avaient pas de cabine (ici la no 13 du musée).
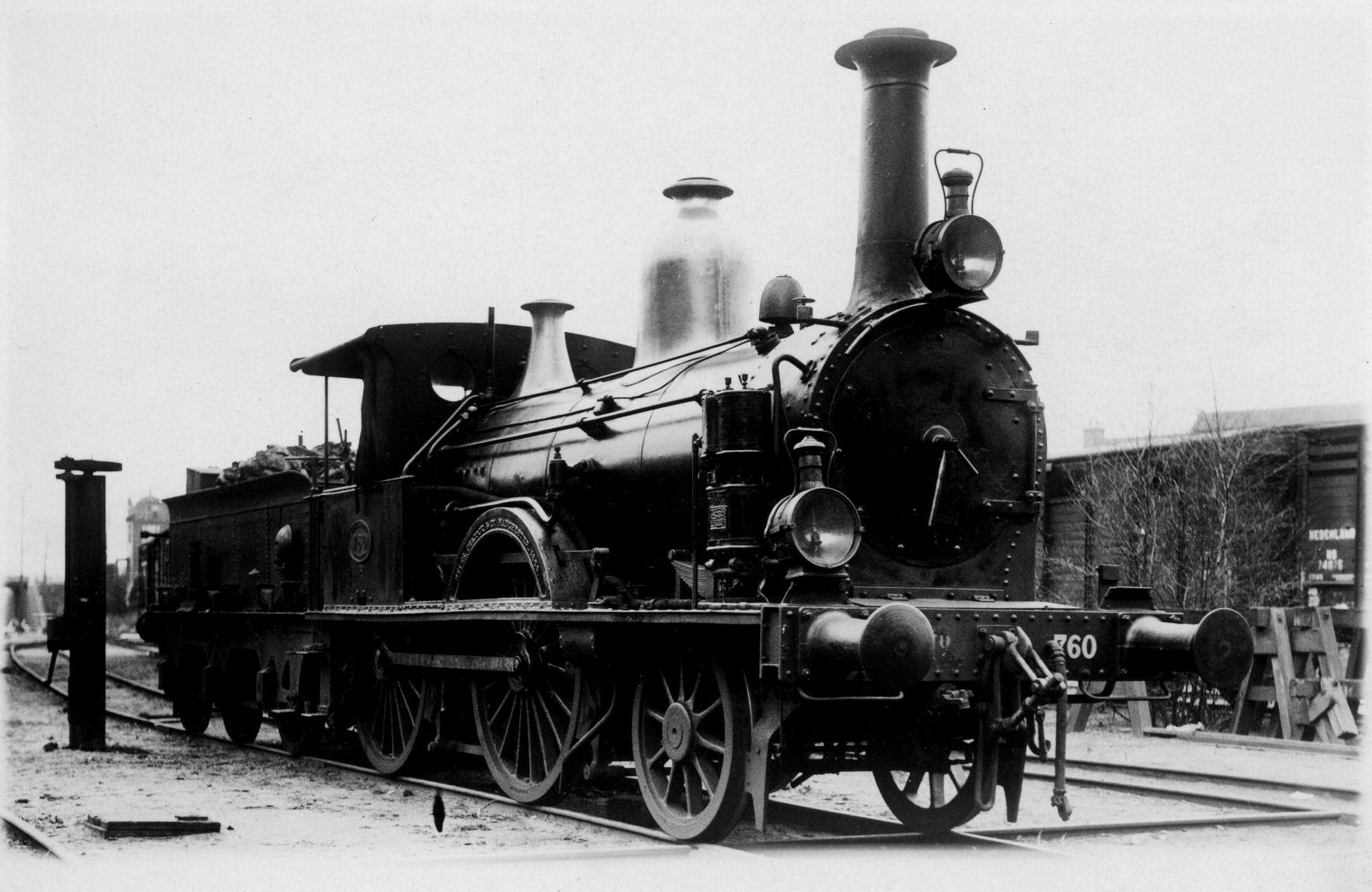
No 760 de 1866, modifiée avec un abri.
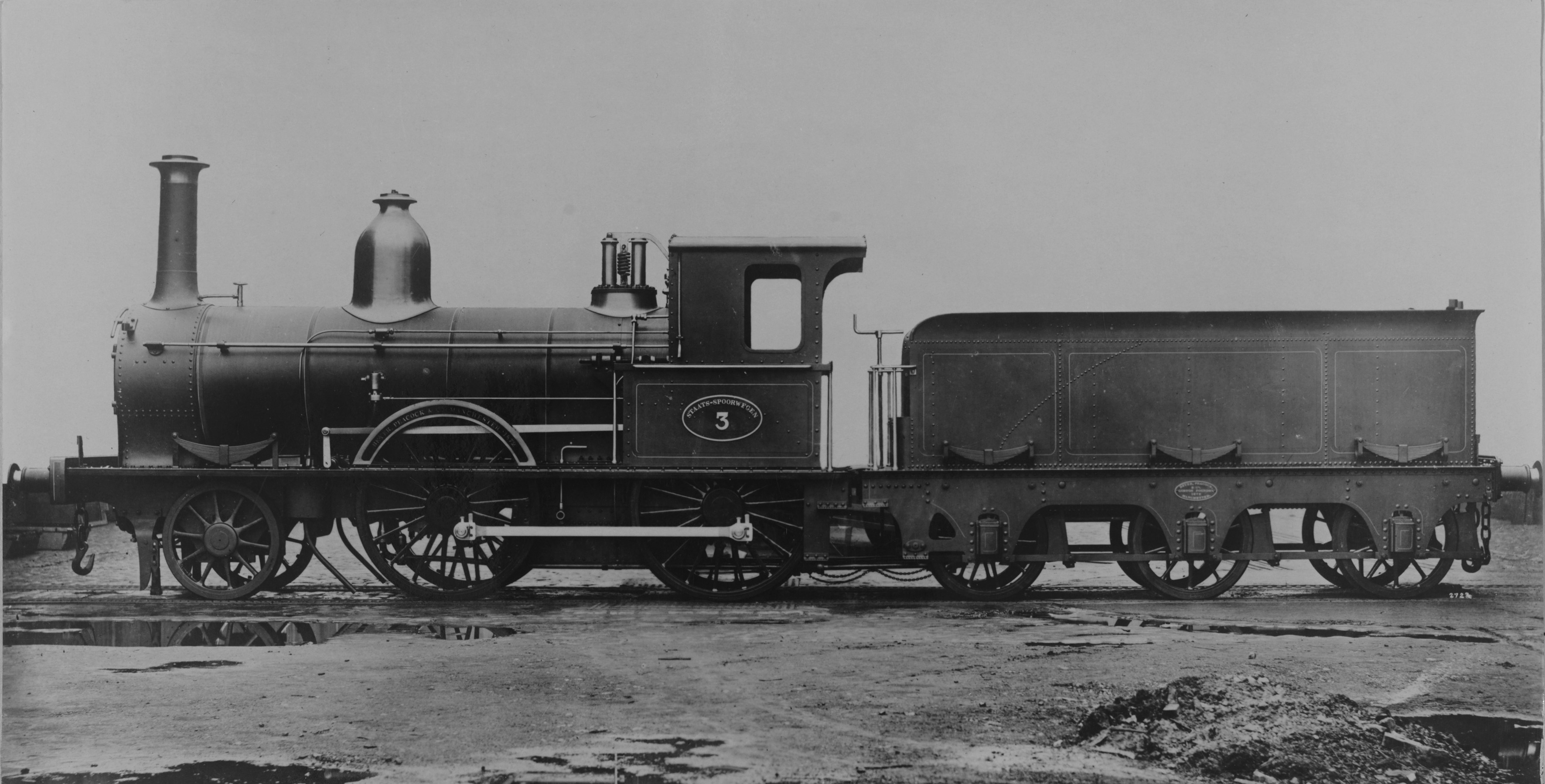
La no 3 des Staatsspoorwegen construite avec un abri.
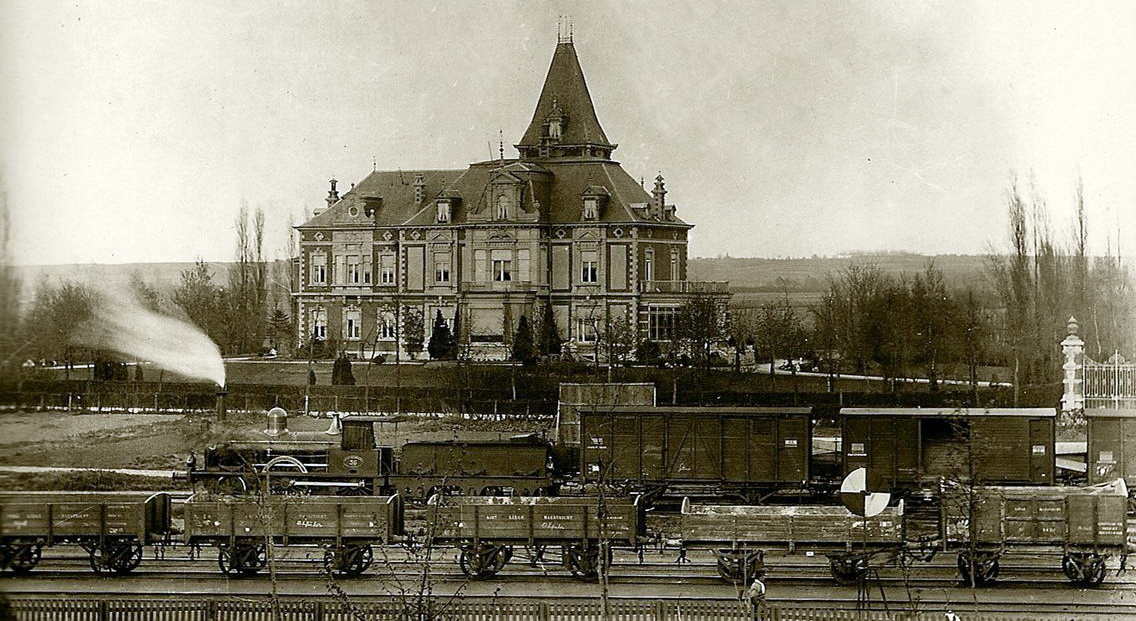
Train de marchandises remorqué par la no 36.

## Préservation

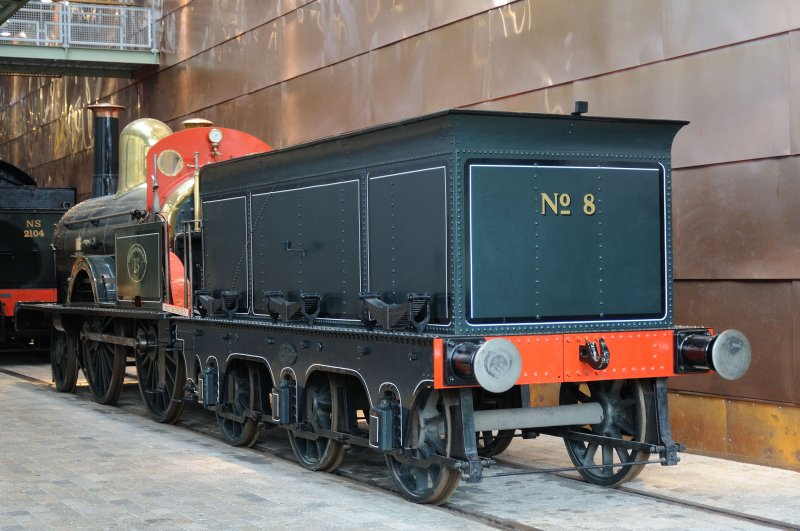
La n°13 et le tender de la n°8 au musée national des chemins de fer.

La locomotive no 705, radiée des effectifs en 1932, est conservée pour le musée des chemins de fer, ce qui en fait la plus ancienne locomotive à vapeur encore existante aux Pays-Bas. Datant de 1865, elle a la particularité d'être attelée avec le tender de la locomotive no 8, de 1864.